# Ипомея трёхцветная
Ипомея трёхцветная (лат. Ipomoea tricolor) — однолетнее вьющееся травянистое растение рода Ипомея (Ipomoea) семейства Вьюнковые (Convolvulaceae), произрастающий в тропиках Нового Света и широко культивируемый и натурализованный в других местах.
Ипомея трёхцветная популярна в России в качестве декоративного садового растения и выращивается садоводами в открытом грунте.

## Этимология
Научное название рода «ипомея» образовано от греческих слов ips, означающего «червь», и homoios — «похожий». Согласно наиболее распространённой версии, оно дано по виду ползучей корневой системы у многих представителей этого рода, по альтернативной — за вьющийся «червеобразный» характер побегов многих видов ипомеи. Иногда растение упоминается под устаревшими ботаническими названиями, вошедшими в синонимику рода: фарбитис (Pharbitis), квамоклит (Quamoclit), луноцвет или калониктион (Calonyction) и некоторыми другими.
Садоводы иногда называют представителей рода обиходным названием вьюнок, хотя Вьюнок (Convolvulus) — другой род внутри семейства Вьюнковые (Convolvulaceae) с похожим обликом, или граммофончики, за сходство венчика цветков ипомеи с рупором граммофона.  В англоязычных источниках некоторые виды, в первую очередь Ipomoea violacea, обиходно называют англ. morning glory, что в русскоязычных материалах зачастую переводится как «утреннее сияние».
Латинский видовой эпитет лат. tricolor  означает «трёхцветный», что совпадает с русским эпитетом.

## Ботаническое описание
Ипомея трёхцветная — это травянистая однолетняя или многолетняя[уточнить] вьющаяся лиана, достигающая 2—4 м в высоту. Листья расположены спирально, длиной 3—7 см с черешком длиной 1,5—6 см. Цветки трубчатые, 4—9 см в диаметре, чаще всего голубые с белым или золотисто-жёлтым центром.

## Культивирование и использование
В культивировании этот вид очень часто выращивается под неправильным названием Ipomoea violacea, на самом деле это другой, хотя и родственный вид. I. tricolor не переносит температур ниже 5 °C, поэтому в умеренных регионах его обычно выращивают как однолетник.

### Энтеогенное использование
Семена, стебли, цветы и листья содержат алкалоиды эрголина и веками использовались мексиканскими индейцами в качестве энтеогена, так Р. Гордон Уоссон утверждал, что галлюциногенные семена, используемые ацтеками под названием тлитлилцин, были семенами I. tricolor. Уоссон также отметил, что современные сапотеки Оахаки знают семена как badoh negro.
Семена ипомеи трёхцветной содержат токсин эргин и обладают галлюциногенными свойствами.

## Правовой статус
В России с февраля 2024 года выращивание ипомеи трёхцветной запрещено постановлением правительства. За десять и более кустов растения на участке предусмотрена уголовная ответственность по статье 231 УК РФ (незаконное культивирование растений, содержащих наркотические средства или психотропные вещества), а особо крупный размер начинается свыше ста кустов. Ботаники считают, что контролировать распространение ипомеи трёхцветной сложно из-за быстрого одичания этого неприхотливого растения, также указывают на внешнее сходство разных видов рода ипомеи, что затрудняет верную идентификацию запрещённого растения.